# 亞歷杭德羅·波薩達斯
亞歷杭德羅·波薩達斯（Alejandro Posadas，1870年12月28日—1902年11月21日）是阿根廷的一名醫師，專業為急診外科，是最早描述真菌感染山谷熱的學者，亦為將X光機引入阿根廷者。

## 生平
1870年波薩達斯出生於阿根廷布宜诺斯艾利斯省鄉村的薩拉迪約，其父為自西班牙移民到當地的商人。波薩達斯在首都布宜诺斯艾利斯求學，曾就讀薩爾瓦多耶穌會學院，1894年自布宜诺斯艾利斯大学畢業成為醫師，在學期間於1892年在一位染病的軍人身上描述了當時未知的疾病山谷熱並成功分離病原。1898年或1899年波薩達斯進行包蟲囊手術的過程被拍成紀錄片《包蟲囊手術》（Operation on a Hydatid Cyst），為阿根廷現存最早的電影。
1902年，波薩達斯在法國巴黎死於結核病。

## 紀念
造成山谷熱的兩種病原之一的波萨达斯球孢子菌的種小名即得名自亞歷杭德羅·波薩達斯。另外阿根廷布宜诺斯艾利斯省莫龍的國立亞歷杭德羅·波薩達斯醫院（Hospital Nacional Dr. Alejandro Posadas）亦是以他為名。